# Tow-in surfing
Tow-in surfing is een vorm van golfsurfen waarbij de surfer wordt voortgetrokken door een jetski. Als de surfer vervolgens op de golf surft, laat deze het touw los. De Jet-ski pikt de surfer later weer op, als ware het een waterskiër. 
De surfplanken die gebruikt worden bij het tow-in surfen zijn met hun lengte van 2 meter aanzienlijk korter dan guns. Ook zijn er voetbanden ter beveiliging op bevestigd. Vaak zijn deze surfplanken ook nog verzwaard met lood.